# Лесконоженко, Николай Гаврилович
Николай Гаврилович Лисконоженко (6 мая 1919 — 2 ноября 1941) — лейтенант Рабоче-крестьянской Красной Армии, участник Великой Отечественной войны, Герой Советского Союза (1941 год).

## Биография
Николай Лисконоженко родился 6 мая 1919 года в селе Новоданиловка (ныне — Акимовский район Запорожской области Украины). После окончания семи классов школы и школы фабрично-заводского ученичества работал слесарем в паровозном депо в Мелитополе. Параллельно с работой занимался в аэроклубе. В 1938 году Лисконоженко был призван на службу в Рабоче-крестьянскую Красную Армию. В 1939 году он окончил Качинскую военную авиационную школу лётчиков. Участвовал в боях советско-финской войны.
С июня 1941 года — на фронтах Великой Отечественной войны, был лётчиком 513-го истребительного авиаполка ВВС 52-й отдельной армии. 2 ноября 1941 года в районе Малой Вишеры Лисконоженко во главе звена ЛаГГ-3 с ведомыми Клочко и М. Зуевым участвовал в штурмовке вражеской переправы и прикрытии действий наземных сил. По пути к месту задания он столкнулся с шестью бомбардировщиками Ю-88, сопровождаемыми шестью Ме-109. В первой атаке звено сбило два бомбардировщика. Израсходовав все боеприпасы, Лесконоженко винтом своего истребителя подрубил хвост ещё одному бомбардировщику, в результате чего тот рухнул на землю. Выходя из атаки с погнутым винтом, самолёт Лесконоженко был атакован тремя «Ме-109», и лётчик, пользуясь преимуществом в высоте, совершил ещё одини таран, сбив одного из преследователей. На выходе из атаки лётчик был ранен в голову и плечо. Он сумел выпрыгнуть с парашютом и приземлился возле командного пункта армии, после чего был отправлен в госпиталь, где умер в тот же день.
Указом Президиума Верховного Совета СССР «О присвоении звания Героя Советского Союза начальствующему составу Красной Армии» от 27 декабря 1941 года за «образцовое выполнение боевых заданий командования на фронте борьбы с немецкими захватчиками и проявленные при этом отвагу и геройство» лейтенант Николай Лисконоженко посмертно был удостоен высокого звания Героя Советского Союза. Также посмертно был награждён орденом Ленина. Навечно зачислен в списки личного состава воинской части.
Похоронен в деревне Каменка Маловишерского района Новгородской области.

## Память
В честь Лесконоженко названы улицы в Малой Вишере и Мелитополе.